# 사치품

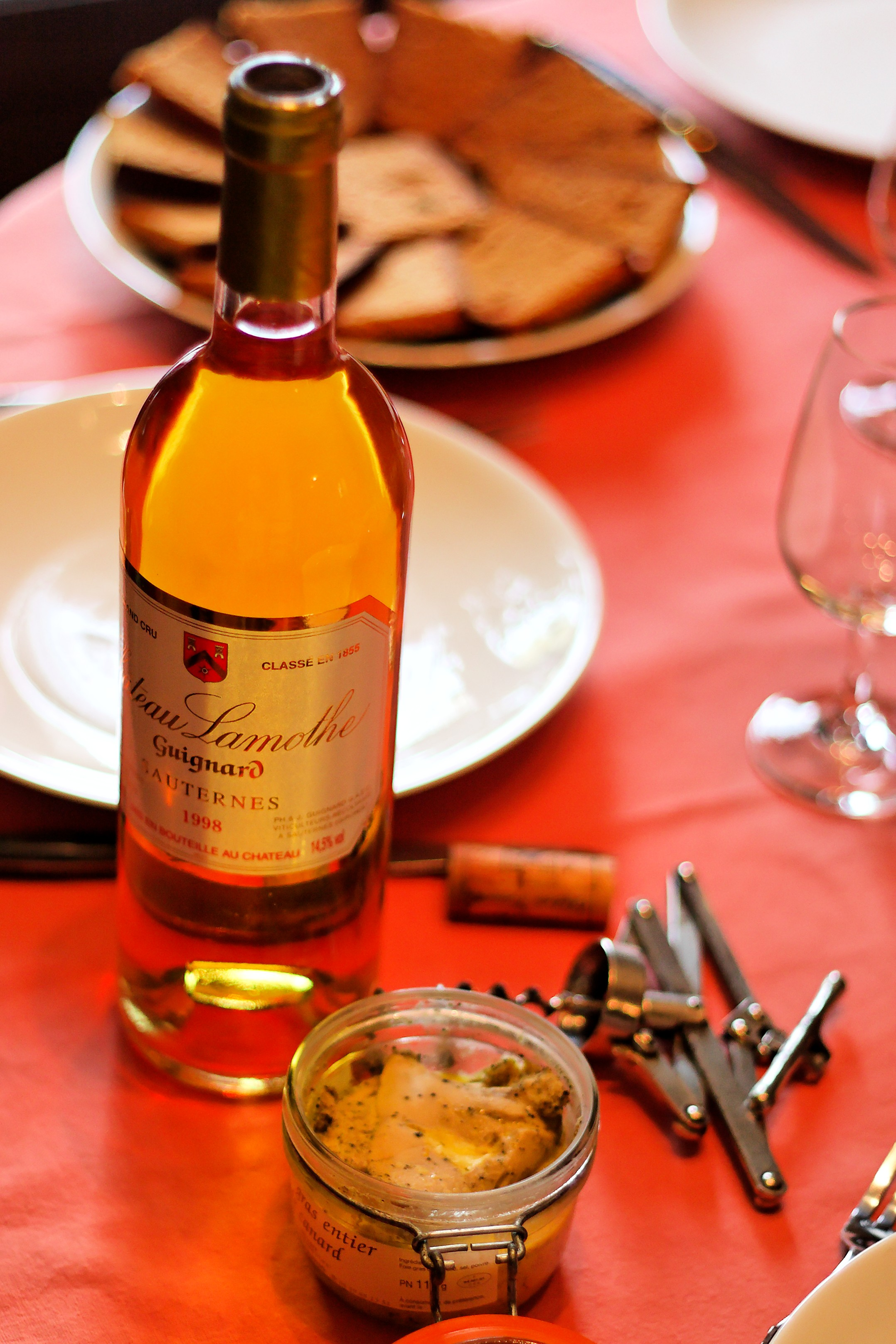
와인과 푸아그라

사치품(奢侈品) 또는 명품(名品), 호사품(豪奢品) 은 고소득 소비 계층을 겨냥하여 값비싼 재료를 사용하고, 적은 물량으로 고급스럽게 만들어 낸 상품이다. 사치품의 상표 (브랜드)는 제품을 최초 디자인하거나 회사를 설립한 사람 (장인, 세공사, 디자이너)의 이름을 따서 짓는 경우가 많으며, 보통 제품의 원가보다 상표 가치에 의한 값이 훨씬 높게 책정된다.

## 종류
사치품은 거의 모든 분야에 고루 있지만, 빌라, 아파트를 포함하여 가구, 자동차, 술, 보석, 의류, 시계 등의 상품, 그리고 호텔, 레스토랑 등의 서비스 상품에 치중되어 있다.

## 과세

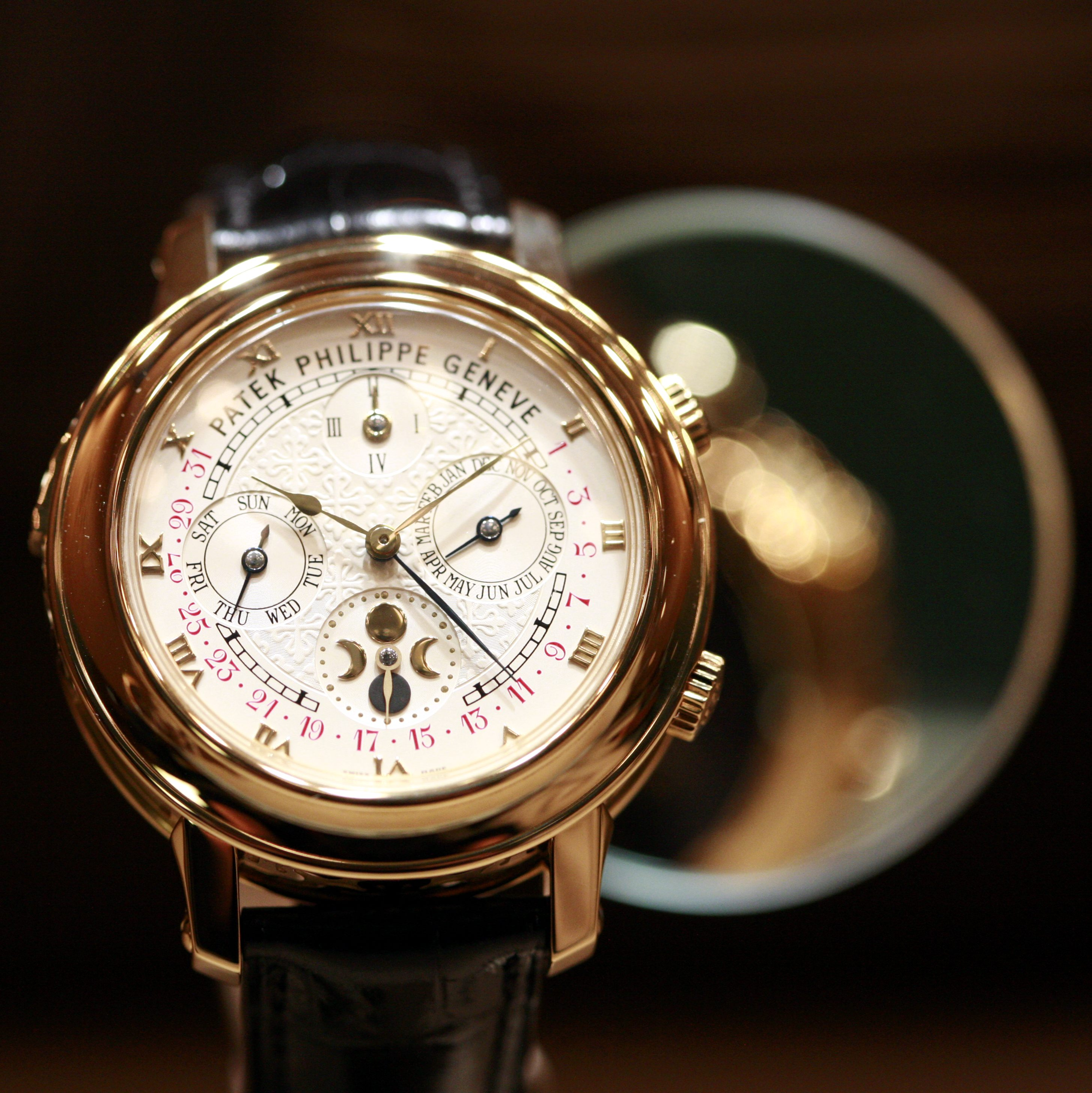
저렴한 쿼츠 시계의 발명은 기계식 시계가 주로 사치품이 되도록 만들었다.

사치품은 "생활 필수품"과 가장 거리가 먼 대상이다. 이와 같은 성격 때문에 대부분의 나라에서는 제도적으로 특별히 세금을 더 많이 부과한다. 사치품의 가격은 과세로 인해 더욱 올라가게 되고, 그에 대한 반작용으로 제한적으로나마 면세점(免稅店)을 통해 구매하는 경향이 생기기도 한다.
대한민국에서는 조세법으로써 사치성 품목에 대해 개별 소비세(옛 특별 소비세)를 부과하고 있다.

## 대표적인 호화 상표
- 나라별 호화 상표 목록

## 같이 보기
- 부
- 모조품
- 매스티지
- 수집
- 부동산
- 베블런재
- 열등재
- 명성

### 참고 문헌
- 김난도. (2007.03.29). 《사치의 나라 럭셔리 코리아》. 미래의 창. 총 264쪽. ISBN 89-5989-058-8.